# Oscar Lovette
Oscar Byrd Lovette (* 20. Dezember 1871 in Greeneville, Tennessee; † 6. Juli 1934 ebenda) war ein US-amerikanischer Politiker. Zwischen 1931 und 1933 vertrat er den Bundesstaat Tennessee im US-Repräsentantenhaus.

## Werdegang
Oscar Lovette besuchte die öffentlichen Schulen seiner Heimat einschließlich der Parrotsville High School. Anschließend studierte er bis 1893 am Tusculum College. Nach einem anschließenden Jurastudium an der Vanderbilt University in Nashville und seiner im Jahr 1896 erfolgten Zulassung als Rechtsanwalt begann er in Greeneville in seinem neuen Beruf zu  arbeiten. Außerdem wurde er im Bankgewerbe tätig. Zwischen 1912 und 1918 war Lovette Präsident einer örtlichen Bank. Zwischen 1918 und 1926 war er Staatsanwalt im ersten Gerichtsbezirk seines Staates. Damals fungierte er auch als Kurator des Tusculum College.
Politisch war Lovette Mitglied der Republikanischen Partei. Zwischen 1895 und 1897 saß er als Abgeordneter im Repräsentantenhaus von Tennessee. Bei den Kongresswahlen des Jahres 1930 wurde er im ersten Wahlbezirk von Tennessee in das US-Repräsentantenhaus in Washington, D.C. gewählt, wo er am 4. März 1931 die Nachfolge von B. Carroll Reece antrat. Da er 1932 von seiner Partei nicht zur Wiederwahl nominiert wurde und eine Kandidatur als unabhängiger Kandidat erfolglos blieb, konnte er bis zum 3. März 1933 nur eine Legislaturperiode im Kongress absolvieren. Diese war von den Ereignissen der Wirtschaftskrise jener Zeit überschattet. Sein Vorgänger Carroll Reece wurde bei den Wahlen des Jahres 1932 zu seinem Nachfolger gewählt.
Nach seinem Ausscheiden aus dem US-Repräsentantenhaus praktizierte Oscar Lovette wieder als Anwalt in Greeneville. Dort ist er am 6. Juli 1934 verstorben.